# Хабибуллаев, Аслиддин Хайруллоевич
Аслиддин Хабибуллаев (тадж. Аслиддин Ҳабибуллоев; 5 марта 1971, Таджикская ССР, СССР) — таджикский футболист, вратарь.

## Карьера
В 1999 году Аслиддин выступал за «Варзоб» и в составе него стал чемпионом Таджикистана. В 2000 году уехал в Узбекистан и присоединился к местной команде «Семург». С 2003 по 2008 годы защищал цвета клуба «Вахш».
С 1999 по 2006 годы выступал также в сборной Таджикистана. В составе неё в 2006 году стал обладателем кубка вызова АФК. После завершения карьеры игрока стал тренером ФК Вахш. В 2011 году ушёл с этого поста. В 2013 году возглавил Таджикистан на отборочном турнире к кубку вызова АФК 2014.